# 硬頭南海龍
硬頭南海龍（学名：Nannocampus subosseus），為輻鰭魚綱棘背魚目海龍魚科的其中一種，分布於西澳大利亞海域，棲息深度3-8公尺，體長可達9.1公分，棲息在岩石區，卵胎生。